# Schach-Weltpokal
Der Schach-Weltpokal (offiziell FIDE World Cup oder World Chess Cup) ist ein vom Schach-Weltverband FIDE organisierter Wettbewerb der weltbesten Schachspieler.  Er ist seit 2005 Teil der Qualifikation zur Schachweltmeisterschaft. Seit 2021 findet zusätzlich ein Weltpokal ausschließlich für Frauen statt.

## Modus
Die heutige Ausführung als reines Turnier nach K.-o.-System wurde erstmals 2005 durchgeführt. Zunächst nahmen jeweils 128 Spieler in sieben Runden am Weltpokal teil, die sich über verschiedene Wege qualifizieren konnten. 2021 wurde das Teilnehmerfeld jedoch auf insgesamt 206 Spieler erweitert, wobei 50 Teilnehmer ein Freilos in der ersten Runde erhalten. Bei jedem Duell spielen die Teilnehmer in zwei Partien gegeneinander, im Falle eines Gleichstands folgt ein Tie-Break mit verkürzter Bedenkzeit. Bis 2019 bestand das Finale aus vier regulären Partien, dies wurde jedoch mit dem Weltpokal 2021 an die anderen Runden angeglichen.
Seit 2021 wird neben dem offenen Weltpokal zudem ein Turnier ausgetragen, an dem ausschließlich Frauen teilnehmen. Diese Turniere folgen denselben Regeln, sind jedoch in der Regel auf 103 Teilnehmerinnen begrenzt.

## Historie
Eine Veranstaltung ähnlichen Namens gab es erstmals als „Schach-Weltcup 1988/89“ (offiziell Chess World Cup). Dies war eine Serie von sechs Turnieren, organisiert von der Grandmaster Association (GMA), die in Konkurrenz zur FIDE stand. In der Gesamtwertung gewann Kasparow vor Anatoli Karpow; mit großem Abstand folgten Waleri Salow und Jaan Ehlvest. Der zweite Chess World Cup begann 1991, wurde aber nach nur einem Turnier (in Reykjavík) abgebrochen. Diese Turnierform wurde 2008 von der FIDE aufgenommen und als „FIDE Grand Prix“ fortgeführt.
Die beiden ersten „Schach-Weltpokal“-Turniere der FIDE fanden im Jahr 2000 und 2002 statt und waren Rundenturniere. Zu dieser Zeit organisierte die FIDE ihre umstrittenen FIDE-Schachweltmeisterschaften in Konkurrenz zur „klassischen“ Schachweltmeisterschaft. Die FIDE-Weltmeisterschaften von 1997/98, 1999, 2000, 2001/02 und 2004 wurden dabei im Modus des heutigen Weltpokals durchgeführt. Der Schach-Weltpokal selbst hatte keinen Bezug zur WM.
Im Jahr 2005 erhielt der Schach-Weltpokal seine heutige Form und wurde in die Qualifikation zur Schach-WM einbezogen. Die Turniere wurden in den ersten Ausgaben immer in Chanty-Mansijsk ausgetragen. Zwischen 2013 und 2017 musste sich hingegen der Verband, der eine Schacholympiade austrägt, dazu verpflichten, im Jahr davor den Weltpokal auszutragen. Dadurch wurden Norwegen, Aserbaidschan und Georgien zu Austragungsländern in den folgenden Jahren. Nach der Absage der Schacholympiade 2020 wurde dieser Grundsatz bei den späteren Ausgaben nicht fortgeführt.

## Turniere
| Jahr | Austragungsort  | Teilnehmer | Modus                                                                       | Sieger             | Zweiter                | Qualifikation zur Schach-Weltmeisterschaft                                                                                                  |
| ---- | --------------- | ---------- | --------------------------------------------------------------------------- | ------------------ | ---------------------- | --- |
| 2000 | Shenyang        | 24         | 4 Sechsergruppen, anschließend K.o.-Phase                                   | Viswanathan Anand  | Jewgeni Barejew        | kein Bezug zur WM |
| 2002 | Hyderabad       | 24         | 4 Sechsergruppen, anschließend K.o.-Phase                                   | Viswanathan Anand  | Rustam Kasimjanov      | kein Bezug zur WM |
| 2005 | Chanty-Mansijsk | 128        | K.o.-System                                                                 | Lewon Aronjan      | Ruslan Ponomarjow      | Die 10 Erstplatzierten qualifizierten sich für das Kandidatenturnier zur WM 2007.                                                           |
| 2007 | Chanty-Mansijsk | 128        | K.o.-System                                                                 | Gata Kamsky        | Alexei Schirow         | Der Sieger qualifizierte sich für den Wettkampf gegen Wesselin Topalow um das Herausforderungsrecht zur WM 2010.                            |
| 2009 | Chanty-Mansijsk | 128        | K.o.-System                                                                 | Boris Gelfand      | Ruslan Ponomarjow      | Der Sieger qualifizierte sich für die Kandidatenwettkämpfe zur WM 2012.                                                                     |
| 2011 | Chanty-Mansijsk | 128        | K.o.-System                                                                 | Pjotr Swidler      | Alexander Grischtschuk | Die drei Erstplatzierten (der Dritte war Wassyl Iwantschuk) qualifizierten sich für das Kandidatenturnier zur WM 2013.                      |
| 2013 | Tromsø          | 128        | K.o.-System                                                                 | Wladimir Kramnik   | Dmitri Andreikin       | Die beiden Finalisten qualifizierten sich für das Kandidatenturnier zur WM 2014.                                                            |
| 2015 | Baku            | 128        | K.o.-System                                                                 | Sergei Karjakin    | Pjotr Swidler          | Die beiden Finalisten qualifizierten sich für das Kandidatenturnier zur WM 2016.                                                            |
| 2017 | Tiflis          | 128        | K.o.-System                                                                 | Lewon Aronjan      | Ding Liren             | Die beiden Finalisten qualifizierten sich für das Kandidatenturnier zur WM 2018.                                                            |
| 2019 | Chanty-Mansijsk | 128        | K.o.-System                                                                 | Teymur Rəcəbov     | Ding Liren             | Die beiden Finalisten qualifizierten sich für das Kandidatenturnier zur WM 2021.                                                            |
| 2021 | Sotschi         | 206        | K.o.-System; die Top 50 der Setzliste erhalten ein Freilos für die 1. Runde | Jan-Krzysztof Duda | Sergei Karjakin        | Die beiden Finalisten qualifizierten sich für das Kandidatenturnier zur WM 2023. Karjakin durfte aufgrund einer Sperre aber nicht antreten. |
| 2023 | Baku            | 206        | K.o.-System; die Top 50 der Setzliste erhalten ein Freilos für die 1. Runde | Magnus Carlsen     | R. Praggnanandhaa      | Die beiden Finalisten, sowie der dritte Platz (Caruana) qualifizierten sich für das Kandidatenturnier 2024.                                 |
| 2025 | Indien          | 206        | K.o.-System; die Top 50 der Setzliste erhalten ein Freilos für die 1. Runde |                    |                        | |

Bisher konnten nur zwei Spieler den Weltpokal mehr als einmal gewinnen: Viswanathan Anand und Lewon Aronjan. Dabei gelang es Anand sogar, seinen Titel zu verteidigen.

## Weltpokal der Frauen
Die Weltpokale 2021 und 2023 fanden parallel zu den offenen Turnieren statt. Bei jedem bisherigen Weltpokal qualifizierten sich die drei bestplatzierten Teilnehmerinnen für das folgende Kandidatenturnier der Frauen.
| Jahr | Austragungsort | Teilnehmer | Siegerin                | Zweite                  | Dritte          |
| ---- | -------------- | ---------- | ----------------------- | ----------------------- | --------------- |
| 2021 | Sotschi        | 103        | Alexandra Kostenjuk     | Alexandra Gorjatschkina | Tan Zhongyi     |
| 2023 | Baku           | 103        | Alexandra Gorjatschkina | Nurgjul Salimowa        | Anna Musytschuk |
| 2025 | Batumi         | 107        | Divya Deshmukh          | K. Humpy                | Tan Zhongyi     |